# Agnieszka Mierzejewska
Agnieszka Mierzejewska (Ciołek) (ur. 22 października 1985 w Zaklikowie) – polska lekkoatletka, specjalizująca się w biegach długodystansowych.

## Osiągnięcia
- brązowy medal w drużynie podczas mistrzostw Europy w przełajach (U-23, Toro 2007)[1]
- 8. lokata podczas superligi drużynowych mistrzostw Europy (bieg na 5000 metrów, Leiria 2009)
- 61. miejsce w biegu indywidualnym podczas mistrzostw świata w przełajach (Bydgoszcz 2010)
- 51. miejsce w biegu indywidualnym podczas mistrzostw świata w przełajach (Bydgoszcz 2013)
- 9. miejsce w półmaratonie podczas Mistrzostw Europy (Amsterdam 2016)[9]
- wielokrotna medalistka mistrzostw Polski

## Rekordy życiowe
- bieg na 3000 metrów – 9:15,55 (2009)
- bieg na 5000 metrów – 15:50,33 (2011)
- bieg na 10 000 metrów – 33:00,44 (2016)
- bieg na 10 kilometrów – 32:48 (2015)
- półmaraton – 1:11:41 (2016)
- maraton – 2:30:55 (2015)